# Katri Rautio

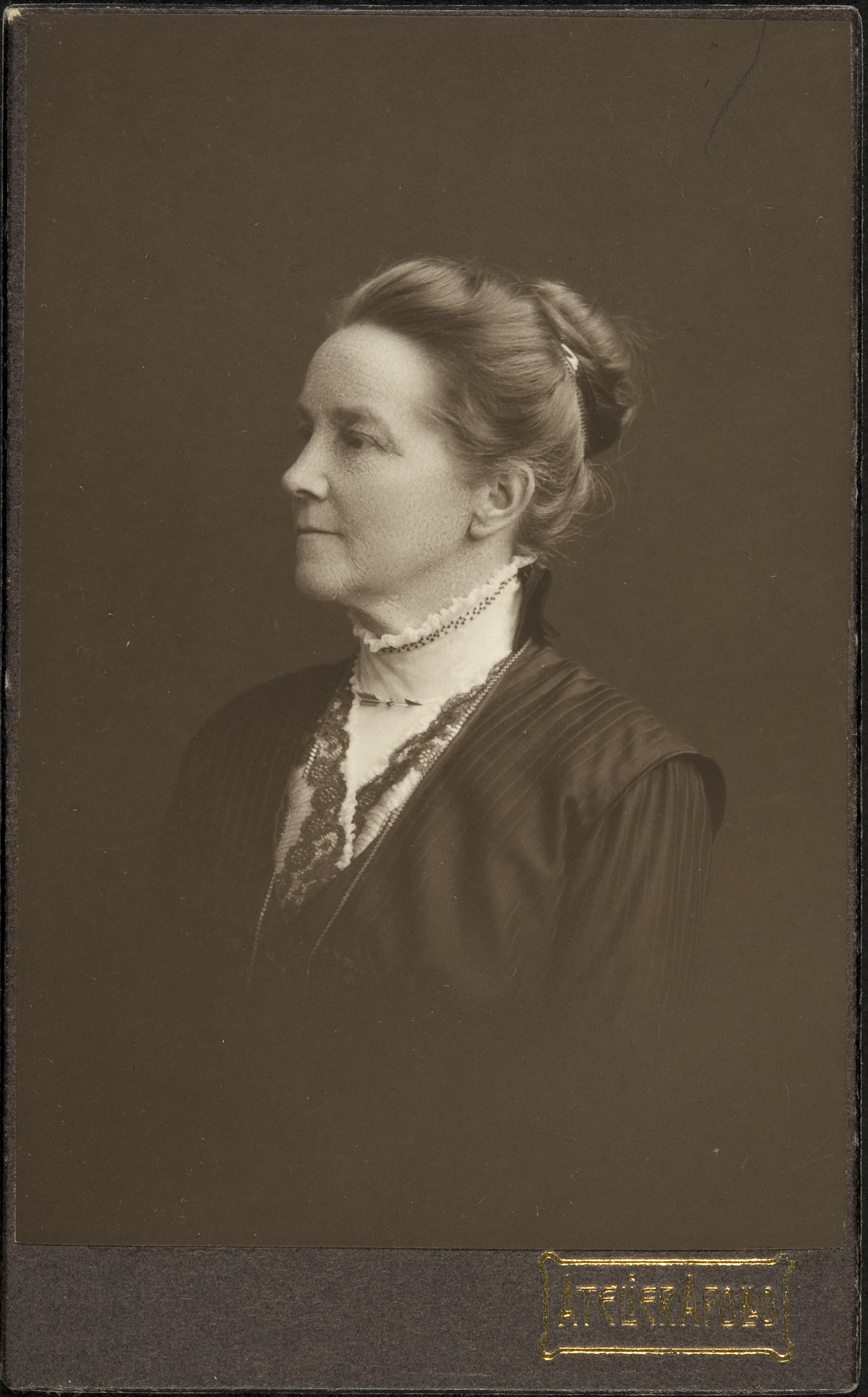
Katri Rautio.

Katri Rautio, född Vendla Katarina Bengtsson 10 februari 1864 i Sankt Petersburg, död 31 mars 1952 i Helsingfors, var en finländsk skådespelare vid Finlands nationalteater. Hon var gift med skådespelaren Alex Rautio och mor till radioprogramledaren Markus Rautio.
Rautio var dotter till mekanikern Sven Bernhard Berglund och Gustava Karolina Walin. Hon gifte sig 1883 med Aleksis Rautio. Hon studerade vid svenska församlingens kyrkskola i Sankt Petersburg och sedan vid Tavastehus svenska flickskola. Mellan 1894 och 1903 företog hon studieresor till Paris och Berlin, varefter hon verkade som lärare i plastik och recitation vid Helsingfors musikinstitut 1907–1918 samt var lärare vid Svenska Teatern. 1880 anställdes hon som skådespelare vid Nationalteatern och var ledamot av Nationalteaterns styrelse 1914–1917. Åren 1923–1925 var hon med om att sätta upp dramat Vallis Gratiae på Svenska Teatern, Åbo teater och Kungliga Teatern i Stockholm. 1917 pensionerades hon från Nationalteatern, varefter hon återgick till att undervisa i plastik och recitation. Hon var 1920–1924 ledare för Suomen Näyttämöopisto, vilken var en efterträdare till Nationalteaterns elevskola.
Åren 1904 och 1908 gjorde Rautio grammofoninspelningar där hon reciterar kända finska dikter. 1948 tilldelades hon Pro Finlandia-medaljen av president Juho Kusti Paasikivi. Rautio med familj är gravsatt på Sandudds begravningsplats i Helsingfors.